# Terres de Druance
Terres de Druance ist eine französische Gemeinde mit 891 Einwohnern (Stand: 1. Januar 2022) im Département Calvados in der Region Normandie. Sie gehört zum Arrondissement Vire und zum Kanton Condé-en-Normandie.
Die Gemeinde entstand als Commune nouvelle im Zuge einer Gebietsreform zum 1. Januar 2017 durch die Fusion der drei ehemaligen Gemeinden Lassy, Saint-Jean-le-Blanc und Saint-Vigor-des-Mézerets, die nun Ortsteile von Terres de Druance darstellen. Lassy fungiert dabei als „übergeordneter Ortsteil“ als Verwaltungssitz.

## Gliederung
| Ortsteil                  | ehemaliger INSEE-Code | Fläche (km²) | Einwohnerzahl (2016) |
| ------------------------- | --------------------- | ------------ | -------------------- |
| Lassy (Verwaltungssitz)00 | 1435700               | 12,60        | 361                  |
| Saint-Jean-le-Blanc       | 14597                 | 15,12        | 363                  |
| Saint-Vigor-des-Mézerets  | 14662                 | 09,47        | 242                  |

## Sehenswürdigkeiten
- Lassy:
  - Kirche Saint-Rémy, Monument historique[3]
- Saint-Jean-le-Blanc:
  - Kirche Saint-Jean
  - Kapelle Notre-Dame-de-la-Pitié
- Saint-Vigor-des-Mézerets:
  - Kirche Saint-Vigor, Monument historique[4]
  - Schloss Saint-Vigor

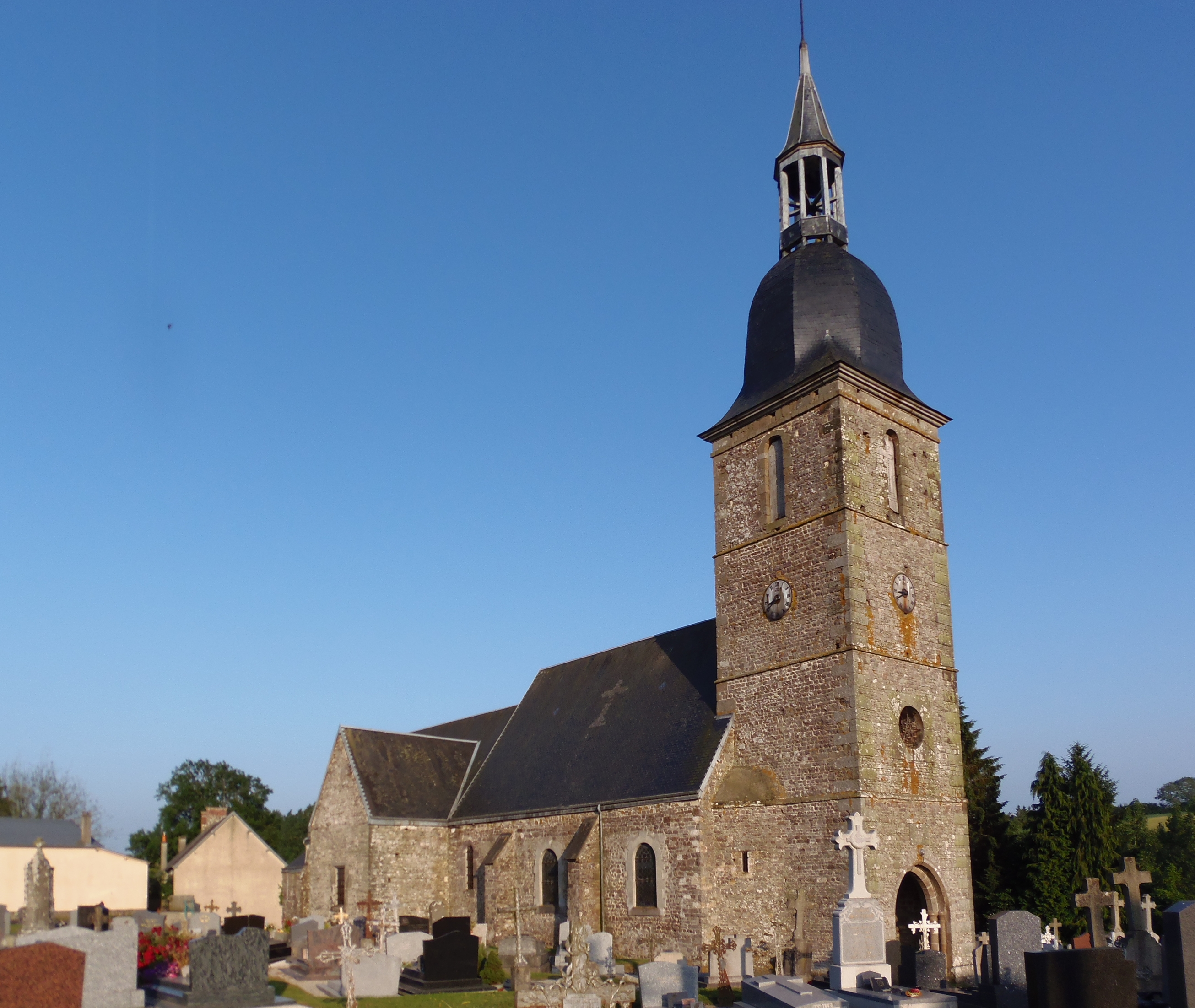
Kirche Saint-Rémy
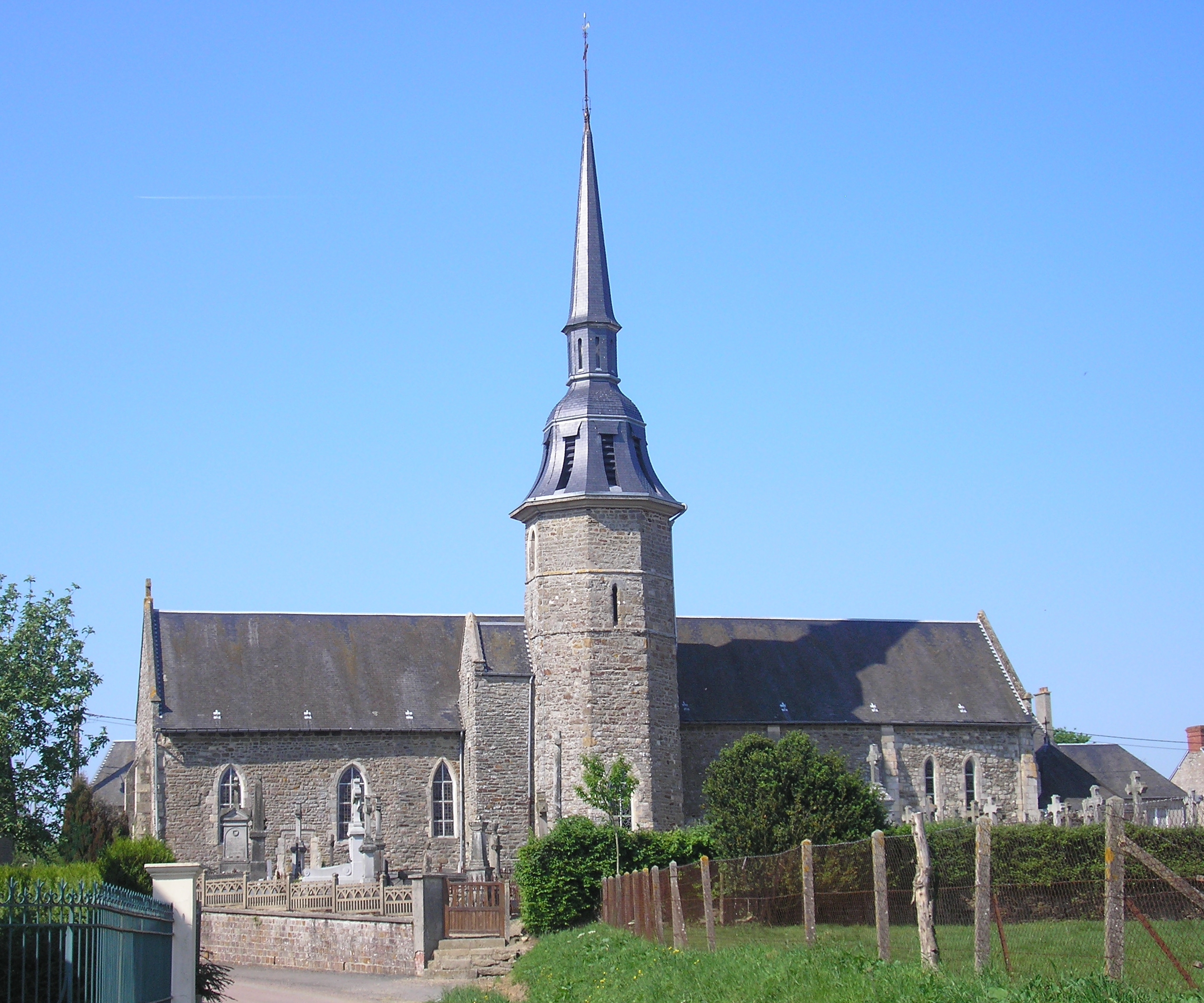
Kirche Saint-Jean-le-Blanc
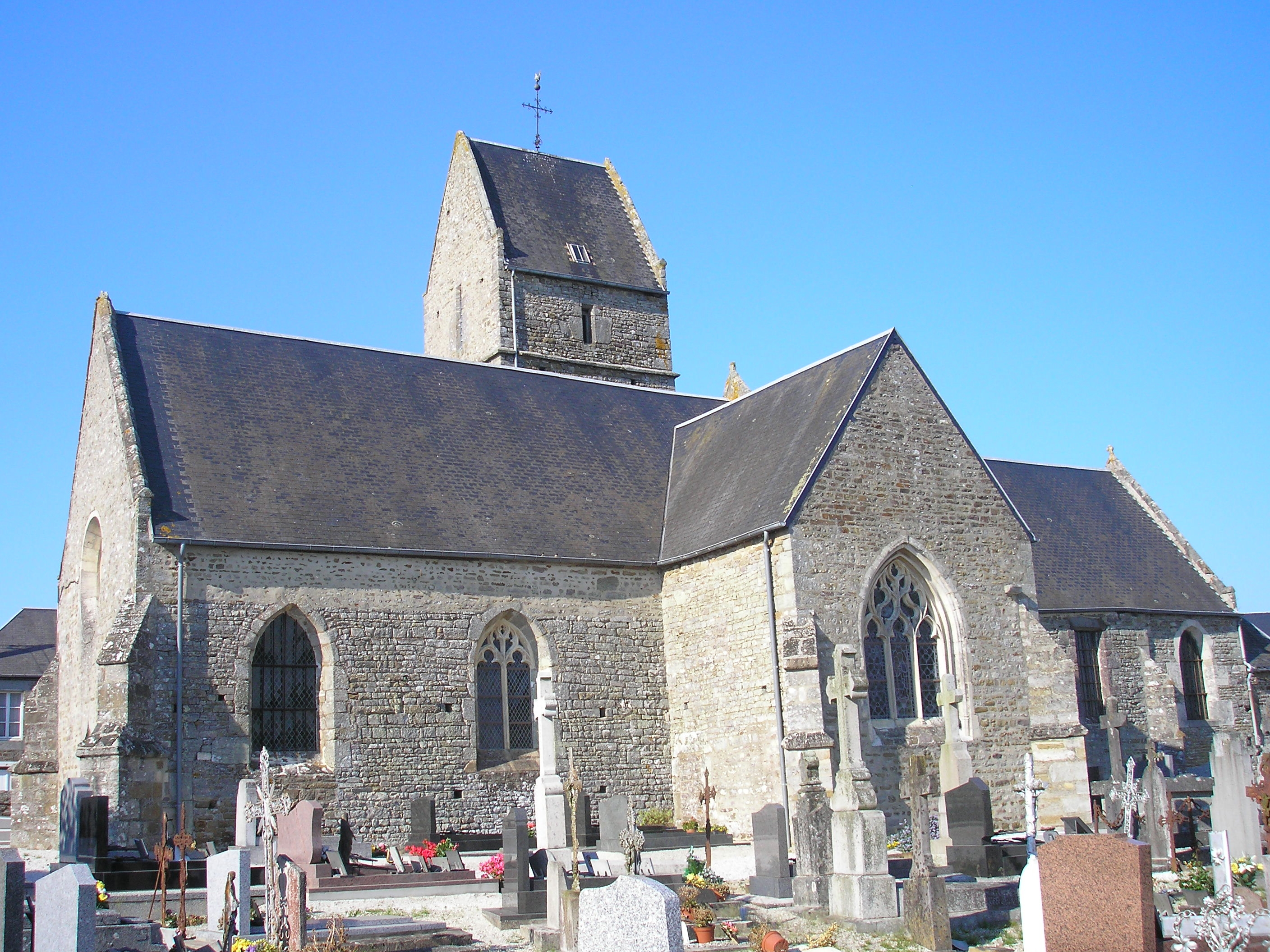
Kirche Saint-Vigor